# Temon (Sawoo)
Temon is een bestuurslaag in het regentschap Ponorogo van de provincie Oost-Java, Indonesië. Temon telt 6210 inwoners (volkstelling 2010).